# يم (فاروج)
يم (مقاطعة فاروج) (بالفارسية: یام) هي مستوطنة تقع في منطقة خابوشان في إيران. يقدر عدد سكانها بـ 1,428 نسمة .